# リトル・チャロ
『リトル・チャロ』は、日本放送協会（NHK）で2008年3月から放送されたほぼ全編英語で制作されたテレビアニメ / ラジオドラマ作品、及び本作品を教材に活用された英会話テレビ番組及びラジオ番組である。
2010年度に続編「リトル・チャロ2」、2012年度に「リトル・チャロ〜東北編〜」、さらに2013年度には「リトル・チャロ4 英語で歩くニューヨーク」が制作、放映されている。

## 概要
わかぎゑふがシナリオを書き下ろしたアニメ / ラジオドラマ作品（声優・純名りさ）を教材にやテレビ・ラジオ講座、インターネットウェブサイトをフルに活用したメディアミックス展開での英語講座を行う。
また、テレビアニメの本編には日本語の字幕も挿入、英語音声のリップシンクなど英語学習に役立つ工夫がなされている。
英会話の学習をする際に、洋画や海外ドラマなどを見ることが一般的に推奨されているが、それらの会話スピードは速くて、普段使われていない単語を多用していたり、文法上の省略がされていたりスラングなども多く、英会話の初心者には難易度が高すぎて不向きである。しかし、本作品であれば、基本的な単語・文法のみが使われており、比較的にゆっくりとハッキリとした会話スピードで制作されているため、初心者にも聞き取りやすいものとなっている。
文法や単語の難易度は、一部を除いておおむね「中学卒業レベル」であるが、あらかじめ日本語字幕でストーリーの流れを学んでから、英語字幕で見ることを交互に繰り返すことで、小学生～中学生といった英語初心者でも効果的に学習できるようになっている。この種の教材は、1～2度見ただけではあまり効果がなく、繰り返しリピートして何度も聞くことで学習効果が生まれる。その意味で、1話5分という短い本作品は、非常に学習しやすい教材であると言える。
2021年4月以降は時刻表示開始。

## あらすじ
元々、捨て犬だったが少年・翔太に拾われ、育てられた日本の子犬・チャロ。しかし、アメリカ旅行からの帰国の際、何かの手違いによってチャロの入ったケージは飛行機には乗らず、チャロはニューヨークのJFK空港で迷子になってしまう。警備員に追われたチャロは、トラックの荷台に飛び込み、ニューヨークの街へと向かうが、街の人たちはチャロを冷たく扱うのであった。
ニューヨークを彷徨う中で、野良犬のボクサー犬・ドレッドに助けられたチャロは、陽気なオバさん犬・マルゲリータや、病弱なクリスに飼われているパピヨン犬・キャンディ、まじめな警察犬のシリウス、楽天的な渡り鳥のサリーなどの愉快な仲間たちと交流しながら、さまざまな経験を積んでいく。はじめは、たどたどしかったチャロの英語も、次第にスムーズになっていく。
チャロは、翔太との再会を願いながら、何とか日本に帰る方法を探そうと奮闘する。

## 放送・配信
テレビ・ラジオでは、下記の他に再放送などがある。

### テレビ
「リトル・チャロ カラダにしみこむ英会話」（2008年3月31日開始）
NHK教育テレビジョン - 月曜23時30分から23時50分
※ 再放送 NHK教育テレビジョン - 火曜19時25分から19時45分、日曜（土曜深夜）0時45分から1時05分、翌週の月曜6時40分から7時00分、同日12時10分から12時30分
その他、NHK教育デジタルテレビジョンのサブチャンネル3でも放送。
（サブチャンネル3〔023ch〕火曜21時00分から21時20分、日曜13時20分から13時40分）
8月11日の本放送は休止。
2008年度の他のNHKテレビの語学番組が再放送（一部、もしくは全部）のなか、唯一通年で放送される。
※ 2009年度再放送　NHK教育テレビジョン - 月曜23時10分から23時30分、翌週の月曜6時40分から7時00分
「リトル・チャロ」アニメ版（2008年4月2日開始）
NHK教育テレビジョン - 水曜19時45分から19時50分
※ 再放送 NHK教育テレビジョン - 金曜11時50分から11時55分
その他、NHK教育デジタルテレビジョンのサブチャンネル3でも放送。
（サブチャンネル3〔023ch〕土曜20時25分から20時30分）
NHK総合テレビジョン - 日曜23時30分から23時35分★（東海地方・北陸地方は月曜1時10分から1時15分）
★：総合テレビでの放送については、都合により放送時間が変動される場合有り。
※ 2009年度再放送　NHK教育テレビジョン - 水曜19時45分から19時50分、土曜10時55分から11時00分
※ 2012年度再放送　NHK教育テレビジョン - 月曜-木曜6時20分から6時25分、12時50分から12時55分（4月2日 - 6月26日、9月26日 - 12月20日）
※ 2013年度再放送　NHK教育テレビジョン - 月曜-木曜12時50分から12時55分（4月1日 - 6月25日、9月30日 - 12月24日）
「リトル・チャロ ケータイで試そうあなたの英語力」
NHK教育テレビジョン - 2008年7月27日日曜22時00分から23時30分
生放送で行われる「双方向型英語テスト」
「リトル・チャロ ケータイで試そうあなたの英語力2」
NHK教育テレビジョン - 2008年10月19日日曜22時00分から23時30分
「リトル・チャロ ケータイで試そうあなたの英語力3」
NHK教育テレビジョン - 2009年1月11日日曜22時00分から23時30分
「リトル・チャロ ケータイで試そうあなたの英語力4」
NHK教育テレビジョン - 2009年3月22日日曜22時00分から23時30分
「リトル・チャロ特集　Sing!Sing!Sing!」
NHK教育テレビジョン - 2009年11月3日 火曜10時00分から10時30分

### ラジオ
「チャロの英語実力講座」（2008年3月31日開始）
NHKラジオ第2放送 - 月曜から土曜の7時00分から7時15分。
※ 再放送 NHKラジオ第2放送 - 月曜から土曜の20時45分から21時00分、22時20分から22時35分、日曜22時20分から23時50分（月曜から土曜の6本分まとめて）
8月11日から16日の放送は、本放送を休止し、8月4日から9日までの放送を再放送。
※ 2009年度再放送 NHKラジオ第2放送 - 月曜から土曜の7時00分から7時15分、月曜から土曜の22時25分から22時40分、日曜14時30分から16時00分（月曜から土曜の6本分まとめて）

### インターネット
- ラジオ「チャロの英語実力講座」の音声ストリーミング
- AneCan.TV × リトル・チャロ「AneCan式 旅行で役立つワンポイントLesson」動画ストリーミング

### DVD
全5巻で1巻に10話収録されている。各巻とも特典映像がつく。
vol.1 「ロスト・イン・ニューヨーク」
エピソード1-10 9月27日発売
特典映像:原作者・わかぎゑふ チャロを語る、SHELLYとMichaelの英語トーク 日本語字幕付き、チャロ挿入歌のカラオケバージョン
vol.2 「恋の予感」
エピソード11-20 11月21日発売
特典映像:原作者・わかぎゑふ キャラクターを語る、SHELLYとMichaelの英語トーク 日本語字幕付き、チャロ挿入歌のカラオケバージョン、リトル・チャロ アニメの秘密（Spooky graphicにカメラが潜入！）
vol.3 「シカゴへの旅立ち」
エピソード21-30 2009年1月23日発売
特典映像:SHELLYとMichaelの英語トーク 日本語字幕付き、チャロ挿入歌のカラオケバージョン、もう一度見たい名場面、スライドショー“チャロの軌跡”
vol.4 「友情は永遠に」
エピソード31-40 3月27日発売
特典映像:SHELLYとMichaelの英語トーク 日本語字幕付き、チャロ挿入歌のカラオケバージョン、スペシャルトーク“ドレッドの思い出”、Dread forever（ドレッド名場面）
vol.5 「ブロードウェイの奇跡」
エピソード41-50 5月22日発売
特典映像:原作者・わかぎゑふ アニメ制作現場へ潜入!、SHELLYとMichaelの英語トーク 日本語字幕付き、“リトル・チャロ”アニメのできるまで、キャラクター大図鑑（全24キャラクターが登場！）

## キャラクター
メインキャラクター、サブキャラクターの区分は公式サイトによるものとし、掲載順は本編への登場順とする。

### メインキャラクター
チャロ (Charo)
JFK空港に手違いで取り残された日本生まれの子犬（生後1年未満）。雑種のオス。好奇心旺盛で正義感の強い性格。
11月中旬、雪の降る朝、公園に捨てられていたところを翔太に救ってもらった。自分の誕生日を知らないが、ドレッドから「雪の日曜の朝はみんなおまえの誕生日だ（every snowy Sunday morning will be your birthday.）」と言われる。
異国の地で新たな仲間と出会い、いつか日本に帰り翔太に会うことを夢見ている。名前の由来は耳が茶色と白であることから。
首輪には、翔太の祖母が作ってくれた翔太とおそろいの金色のチャームとキャンディの嘘で探し出した赤い星のネックレスをつけている。
日本を目指し、西へと旅立ったが、立ち寄ったシカゴでルイーザの占いによるアドバイスを受け、さらにアンドーラにドレッドが病気であることを告げられ、再びニューヨークに戻ってきた。
ドレッド、キャンディ、そしてマルゲリータと別れ、食べ物も見つけられず死にかけていたところをトモコに拾われた。
トモコの「One Last Ticket」の締め切りである秋の水曜日、怪我をしたトモコの代わりに脚本を届けに来たブロードウェイミュージカル「The Red Star」のプレミア会場で、取材に来ていた翔太の父に発見され、念願の日本帰国を果たす。その奇跡の物語は全米で報道された。
ドレッド (Dread)
マンハッタンに住む野良犬。ボクサー犬のオス。右目に眼帯をしている。一見無口で怖そうなところはあるが根は優しい。
チャロを自分のねぐらに住まわせ、マンハッタンでのチャロの最初の仲間兼保護者となる。
かつて子供を交通事故から助けたところを、襲っているとキャサリンに誤解され、右目を失明。それ以後他人にそっけない態度をとるようになった。
エピソード19で体調不良であることが示唆され、チャロがシカゴから戻った頃からは日に日に弱っていった。そしてエピソード38でチャロに別れを告げ、”遠いところ”へと旅立っていった。
原田芳雄をモデルにしたキャラクターだという。
ローザ (Rosa)
マルゲリータの飼い主。マンハッタンのイタリアンレストラン「アミーチ」の経営者。
容姿端麗で温厚であり、チャロやドレッドなど近所の野良犬に餌を与えるなど、とても慈悲深い性格をしている。
マルゲリータ (Margherita)
ローザがイタリアに行った際に拾ってきた捨て犬。キャバリア・キング・チャールズ・スパニエルのメスで、ラジオ版ナビゲーターのジョン・オコーナーから「陽気なおばさん犬」と紹介される。歌うことが好き。
早口でチャロも最初に会ったときはタジタジだった。ローザのレストランの食材が足りないときなどは、首にバスケットをかけて買い物に出かける。
たくさんの友達がいて、「友達がいるからこそ生きる甲斐がある」と言うほど友達を大事にしている。ローザの出店に伴い、チャロに別れを告げマイアミに行くこととなった。
木の実ナナをモデルにしたキャラクターだという。
キャンディ (Candy)
クリスの飼い犬。パピヨンのメスで美しい耳を持っている。エピソード10で2歳の誕生日を迎えた。
飼い主のクリスが病弱なこともありあまり外に出ないせいか少々世間知らずなところがあるが、自分の思ったことはハッキリと口にする気の強い面もある。
クリスが入院したためシャーロットおばさんに預けられた。クリス一家のシカゴへの引っ越しに伴い、チャロともお別れをした。
クリス (Chris)
キャンディの飼い主である男の子。年齢は8歳。心臓が弱く、あまり外出はしない。
エピソード16以降、病院に入院、エピソード36で手術を受ける。術後の経過をスペンサー家と親しい医者に診てもらうため、シカゴに引っ越す。
アンドーラ (Andorra)
「Dream Traveller」（夢の旅人）と自称している女性。チャロの夢の中にときどきあらわれ、翔太やドレッドの見ている夢を見せる。
ウーピー・ゴールドバーグをモデルにしたキャラクターだという。
翔太 (Shota)
チャロの飼い主である男の子。チャロが空港で迷子になっているときにはもう日本行きの飛行機で帰国の途についていた。年齢は8歳。
幼いころに母親をなくし、父親に育てられた。のちにアメリカに電話をし、たどたどしい英語でチャロを探す姿がアンドーラによって示されている。
シリウス (Sirius)
警察犬。ドーベルマンのオス。強盗と殺人犯の逮捕に数々の手柄を立てておりいくつも勲章をもらっている。
キャサリンのことを尊敬しているが、エピソード34でドレッドとキャサリンの過去を知った際にはショックを隠せず、直後のエピソード35で失態をおかしている。
その後、挽回しようとするも失態は続き、警察犬を引退、キャサリンの本屋の番犬となったが、シリウス自身はそれを謳歌しているようだ。
当初は、「犬だけで日本には帰れない」とチャロの夢を否定していたが、引退後は日本のことを学び、チャロへの協力を約束する。そして、エピソード48でチャロの帰国に関わる重要な役割を持つことになる。
ヴィゴ・モーテンセンをモデルにしたキャラクターだという。
キャサリン (Catherine)
女性の警察官で、シリウスのパートナー。シリウスを決して甘やかさず、自分にも犬にも完璧を求めるが、それはシリウスへの信頼が故のことであった。
本屋を営んでいた両親の引退を機に、警察を退職、家業を継いだ。シリウスが警察犬を引退した際に彼を引き取り、本屋の番犬をさせている。
サリー (Sally)
チャロの寝床にやってきた渡り鳥。陽気な性格。日本に行ったことがあると言っているが、南にペンギンがいたなどとも言っているので実際は不明。公式サイトでは「本当に世界中を旅したかは、きっと嘘」と紹介される。チャロに「日本はアメリカの西にある」とアドバイスする。
「Sally」は普通は女性の名前なのだが、このキャラクターはオスの鳥である。
明石家さんまをモデルにしたキャラクターだという。
シャーロットおばさん (Charlotte)
クリスの父親の姉、すなわち伯母。クリスの入院中は、キャンディを預かっているが、キャンディを勝手にコンテストに出したり、変な帽子をかぶせたりしている。
チャロはシャーロットおばさんの車に忍び込んでシカゴに向かった。
ハシモト・トモコ (Tomoko Hashimoto)
若いボーイッシュな女性。日本人だがアメリカ暮らしが長く、チャロにも英語で話しかけることが多い。
脚本家志望で、いつかは父親が主役の舞台を手がけたいと持っている。チャロが見つけた赤い星はトモコがなくしたネックレスによく似ている。
餓死寸前だったチャロを救い、チャロと同居することになった。
父親はアメリカでも有名な日本人俳優「マツモト・ケン」だが、彼女の10歳の誕生日に両親が離婚して以来会っていない。
夢の中でアンドーラからチャロの出自を聞かされ、チャロを応援しながら自分も作家への道に励むことを誓う。
憧れの劇作家ゲスナー・バーンハートに自作のシナリオ「One Last Ticket」を持ち込み、採用される。そして、その主演俳優となった父親と再会を果たした。
当初は、ブロードウェイで舞台美術の見習いをしている設定が与えられる予定だった。
アイク (Ike)
シャーロットの飼い犬で年老いたセント・バーナード。高齢で寝ていることが多い。チャロにサー・ジョゼフとフランクの過去を教えた。
フランク (Frank)
スペンサー一家で飼われているコリー犬。ジョゼフのことをサポートし、また慕っている。サー・ジョゼフ曰く「頼れる男（very reliable）」。猫たちのことは嫌っている。
ジョゼフ (Joseph)
シカゴに住むシャーロットの兄、グレゴリー・スペンサーの飼い犬で白く大きなシェパード。
年齢は7歳。犬や猫であっても階級社会であるシカゴにおいて「トップ」の座にある犬で周りからはサー・ジョゼフ（Sir Joseph）と呼ばれている。
シカゴのモットー「I will」と自分がトップにいることの「責任」を大事にしている。
ピアース・ブロスナンをモデルにしたキャラクターだという。
ルイーザ (Louisa)
かつてニューヨークでマルゲリータと親しかったメスの猫。エイミーの最後の1ドルで買ってもらったミルクをなめたことがきっかけで未来を占うことができるようになった。日本を目指し西に向かうチャロは彼女に会うためにシカゴに立ち寄った。
シカゴの猫の中ではトップの地位にいるが、猫たちは誰も、ルイーザが誰なのか知らない。 チャロに最初に会ったときも知らないふりをするが、スペンサー家のパーティーで再会し、翌日チャロの未来を占う。
マギー・スミスをモデルにしたキャラクターだという。
エイミー・チャン (Aimee)
ルイーザの飼い主である小説家。シカゴのチャイナタウンに住む細身の中国系の女性。ニューヨークにいたころは所持金が1ドルだけだったこともあったが、シカゴに引っ越したあとにベストセラー作家の仲間入りをし、スペンサー家のパーティーに招待された。
ルイ (Louis)
トモコとジェーンの部屋で飼われている黒いオスのパグ犬。お芝居のような大きいリアクションをする。ブロードウェイの舞台にも立つスター犬。
翔太の父 (Shota's Father)
チャロの飼い主の翔太の父親。40歳。最初はチャロを飼う事に反対したが翔太の熱意に押されて許した。職業はテレビのカメラマンで取材で海外に出ることもある。公式サイトによると、本名は相川一郎。
マツモト・ケン (Ken Matsumoto)
日本の俳優でトモコの実の父親。48歳。近年、海外での活動を広げておりジェーンのようなニューヨークの若者たちにも知名度が高い。
トモコによると「こちらから話しかけたくなるタイプではないが、誠実さがある。」
渡辺謙をモデルにしたキャラクターだという。

### サブキャラクター
おばあさん (Old Lady)
エピソード1、50(50はラジオのみ)に登場。蛇のシャーリーの飼い主。犬嫌いで、シャーリーが入っていると思ったケージにチャロが入っていて腰を抜かしていた。
シャーリー (Shirley)
縞模様のある蛇。テレビ版出演者のスタジオトークで「チャロのかわりに日本に行ってしまったのでは?」と話題になったこともあったが、ラジオ版エピソード50で日本に送られ、アフリカに行った後、飼い主のおばあさんの元に返ったことが明かされた。
レディ・ドッグ (Lady Dog)
エピソード1に登場。空港でチャロに助言してくれた犬。なぜかケージの扉が開いていた。いわゆる戦犯である。
ジョン（John）
エピソード5に登場。ローザがよく買い物をするスーパー「John's Deli&Grocery」の店長。マルゲリータが最初に買い物に来たときは追い出したが、その後バスケットとメモに気づいて中に入れてやり、彼女と友達になった。エピソード12では彼の店が強盗に襲われるがシリウスの活躍で救われた。
クーペ (Coupe)
マルゲリータの友犬。エピソード5に登場。犬種・年齢は言及されない。
ロジャー (Roger)
クーペの飼い主。エピソード5に登場。
ピンキー (Pinky)
マルゲリータの友人。エピソード5に一言だけ出演。
サム (Sam)
エピソード18でトモコとアミーチで食事をしていた男性。ジェーンとも面識がある模様。（エピソード45でジェーンが彼の所へ行くとトモコに言う。）
ポール (Paul)
エピソード25、26に登場。オスのアメリカンショートヘアー。シカゴの猫のなかでも上流階級にいたが、ルイーザがトップになったことで相対的にランクが下がり、スペンサー家のパーティーでも屋敷に入れてもらえなくなった。トップにこだわり、ふてくされている。
お父さん犬、子犬、飼い主 (Father Dog, Son Dog, Owner)
エピソード38に登場。チャロが公園で食べ物を探していた時に散歩をしていた。幸せそうな様子にチャロは見とれる。
ジェーン (Jane)
エピソード41から登場。トモコの3歳年上のルームメイトでルイの飼い主。
マネージャー (Manager)
エピソード43に登場。トモコの憧れの劇作家ゲスナー・バーンハートのマネージャー。トモコは自分の脚本を売り込むために彼に話しかける。公式サイトによると、レオン・ムラーという名のドイツ人。
テレビ局スタッフ (TV Crew Member)
エピソード46に登場。翔太の父親の取材を手伝う女性スタッフ。仕事の合間に彼からチャロの事を聞く。チャロの生存には否定的な見解。公式サイトによると、スーザン・タイラーという名前。
ゲスナー・バーンハート (Gesner Bernhardt)
エピソード49に登場。ブロードウェイの人気演出家で最近は「The Red Star」を手がけた。次回作のシナリオを求めており、トモコが持ち込んだ「One Last Ticket」を採用する。普段はあまり他人をほめない人物。公式サイトによるとドイツ人で、ケン・マツモトとは旧知の友人。

## 出演者等

### 声優
チャロ役の純名りさとナレーションのビル・サリバン以外は番組公式サイトやテキストなどへの役名の記載が無いが、DVDのクレジットより、出演者の多くが確認できる。声優本人の公式サイトなどで誰を演じているか明かしている者もいる。
- チャロ：純名りさ
- ドレッド / サム：Jack Merluzzi
- マルゲリータ：Lenne Hardt
- キャンディ：Wendy Maliakel
- 翔太 / トモコ：島田知美
- ローザ / シャーロットおばさん：Rachel Walzer
- クリス / ジェーン：Carolyn Miller
- アンドーラ / キャサリン：Katie Adler
- シリウス / アイク：Michael Naishtut
- サリー：Quin Arbeitman
- フランク：田中伸一
- サー・ジョゼフ：Tom Clark
- ルイーザ：Stacy Powell
- ルイ：Jeff Manning
- 翔太の父：Matthew Masaru Barron
- ケン・マツモト：本田次布
- その他：Gilbert Espineli、Sonja Inge、Deirdre Ikeda
- ナレーション：Bill Sullivan

### テレビ講座
- 講師：佐藤良明（アメリカ文化研究家 / 東京大学名誉教授）
- ナビゲーター：SHELLY、Michael Rivas
- チャロサポーター：坂本麻紀子、マリー、大野瑠衣、石川雅宗、瀧上伸一郎（流れ星）
- ゲスト：純名りさ（エピソード1）、MONKEY MAJIK（エピソード6）、クリスチャン・ジェームス（エピソード26）

### ラジオ講座
- 講師：栩木玲子（法政大学教授　火曜日・水曜日・木曜日担当）
- パートナー：クリスチャン・ジェームス（火曜日・水曜日・木曜日担当 エピソード5から担当）、アリン・タイシ（火曜日・水曜日・木曜日担当 エピソード4まで担当）
- ナビゲーター：ジョン・オコーナー（月曜日・金曜日・土曜日担当）、シルビア（土曜日担当）
- ゲスト：Michael Rivas（エピソード26、31、35,39,43,47の月曜日、金曜日分）、わかぎゑふ（エピソード50の火曜日、水曜日、木曜日、土曜日分）

### 補足
- 講師を担当する佐藤、栩木は英語訳の脚本も手がけている。

## 音楽

### テーマソング
- MONKEY MAJIK『MORNING - EVENING』

5月5日放送の「リトル・チャロ　カラダにしみこむ英会話」にゲスト出演。

### 作中の歌
- 「New York, New York」（唄：マルゲリータ / Lenne Hardt エピソード4）
- 「Friends」（唄：チャロ / 純名りさ エピソード9）
- 「Home to Love」（唄：アンドーラ / Katie Adler エピソード11）
- 「Flap around the world」（唄：サリー エピソード15）
- 「Heading to You」（唄：チャロ with キャンディ / 純名りさ with Wendy Maliakel エピソード20）
- 「Believe in Yourself」（唄：Stacy Powell エピソード23）
- 「The Spring Blossoms」（唄：チャロ / 純名りさ エピソード32）
- 「The Fluttering Heart」（唄：キャンディ / Wendy Maliakel[要出典] エピソード37）
- 「The Light Within」（唄：Stacy Powell エピソード39）
- 「Sing and Dance Dog」（唄：ルイ / Jeff Manning エピソード40）

作中の歌は「ちゃろけすとら」が作詞作曲を手がけた。

## エピソード
| 話数（本放送） | 話数（10分版） | サブタイトル       | 原題                      |
| -------------- | -------------- | ------------------ | ------------------------- |
| Episode 1      | 第1話A         | 空港の迷い犬       | Lost in the Airport       |
| Episode 2      | 第1話B         | 遠い日本           | Far from Japan            |
| Episode 3      | 第2話A         | ソーセージの思い出 | Sweet Sausage Blues       |
| Episode 4      | 第2話B         | 陽気なマルゲリータ | Merry Margherita          |
| Episode 5      | -              | 友達               | Friends                   |
| Episode 6      | 第3話A         | 初雪の夢           | Snow Dream                |
| Episode 7      | 第3話B         | 跳べ!チャロ        | Charo, Jump!              |
| Episode 8      | 第4話A         | 船中の悲劇         | The Tragic Boat Ride      |
| Episode 9      | 第4話B         | 不思議な夢         | The Strange Dream         |
| Episode 10     | 第5話A         | 本当の誕生日       | True Birthday             |
| Episode 11     | 第5話B         | 夢のアンドーラ     | The Dream Woman           |
| Episode 12     | 第6話A         | 英雄シリウス       | Sirius                    |
| Episode 13     | 第6話B         | プライド           | Pride                     |
| Episode 14     | 第7話A         | 赤い星のウソ       | The Red Star              |
| Episode 15     | -              | 陽気な渡り鳥サリー | Sally                     |
| Episode 16     | 第7話B         | キャンディの憂うつ | Hospital                  |
| Episode 17     | 第8話A         | 思い出のリボン     | Candy's Ribbon            |
| Episode 18     | 第8話B         | 通じ合う心         | Tomoko                    |
| Episode 19     | 第9話A         | 旅の準備           | Stepping Forward          |
| Episode 20     | 第9話B         | いざシカゴへ       | To Chicago                |
| Episode 21     | 第10話A        | 大富豪の世界へ     | Another World             |
| Episode 22     | 第10話B        | チャイナタウンの夜 | Chinatown                 |
| Episode 23     | 第11話         | 闇夜の出会い       | The Mysterious Cat        |
| Episode 24     |                | 帝王ジョゼフ       | Sir Joseph                |
| Episode 25     |                | ルイーザの正体     | The Party                 |
| Episode 26     |                | 正式なお招き       | Formal Invitation         |
| Episode 27     |                | 1ドルの奇跡        | The One-Dollar Miracle    |
| Episode 28     | 第12話         | カードのお告げ     | CAST                      |
| Episode 29     | 第13話A        | アンドーラとの再会 | Andorra Again             |
| Episode 30     | 第13話B        | 友情の証           | Back in New York          |
| Episode 31     | 第14話A        | ゆずりあい         | Sharing                   |
| Episode 32     | 第14話B        | サクラの国の春     | SAKURA                    |
| Episode 33     | 第15話A        | 火事               | Fire                      |
| Episode 34     | 第15話B        | ドレッドの過去     | Dread's Past              |
| Episode 35     | 第16話A        | シリウスの失敗     | False Move                |
| Episode 36     | 第16話B        | 樹の下の祈り       | Making a Wish/Make a wish |
| Episode 37     | 第17話A        | ほのかな気持ち     | Puppy Love                |
| Episode 38     | 第17話B        | ドレッドの魂       | Dread Forever             |
| Episode 39     | 第18話A        | めぐりあい         | Alone Again               |
| Episode 40     | 第18話B        | ハッピー・ルイ     | Louis                     |
| Episode 41     | 第19話A        | 10年目のバースデー | Ten Years After           |
| Episode 42     | 第19話B        | ふたりの夢         | The Two Dreams            |
| Episode 43     | 第20話A        | ブロードウェイ     | Broadway                  |
| Episode 44     | 第20話B        | 人生のパートナー   | Partners                  |
| Episode 45     | 第21話A        | 一枚の切符         | One Last Ticket           |
| Episode 46     | 第21話B        | ビッグニュース     | Shota's Father!           |
| Episode 47     | 第22話A        | 夢に向かって       | Big Surprise              |
| Episode 48     | 第22話B        | タイムアップ       | The Decision              |
| Episode 49     | 第23話A        | 奇跡               | Miracle                   |
| Episode 50     | 第23話B        | きずな             | Far Away Yet Close Enough |

## スタッフ
- 企画：長野真一
- 原作：わかぎゑふ
- 英語脚本：佐藤良明、栩木玲子
- 音楽：内池秀和
- 効果：柳田敬大
- アニメーション制作：Spooky graphic
  - ディレクター：ハヤシヒロミ
  - キャラクターデザイン：梅北稔博
  - 絵コンテ：フジサワトミオ
  - プロダクションマネージャー：奈須野陽子
  - 作画：梅北稔博、小川乃里、奈須野陽子
  - 背景：フジサワトミオ、斉藤千尋、中西洋二
- 演出：春日雅之、高柳光治
- 制作統括：篠原朋子、長野真一
- 企画・制作：NHKエデュケーショナル